# Georg Lund
Georg Lund (* 14. Juni 1861 in Ahneby bei Flensburg; † 21. Februar 1932 in Großsoltbrück) war ein deutscher Bildhauer.

## Leben
Georg Lund besuchte nach der Fortbildungsschule in Flensburg die Kunstakademie Berlin unter anderem bei Fritz Schaper. Im Semester 1882/83 erhielt er eine Anerkennung, im Semester 1883/94 in der Modelliermasse einen 2. Preis und im Semester 1884/85 im Aktsaal einen 1. Preis.
Er schloss Freundschaft mit dem Bildhauer Paul Türpe und dem Maler Karl Storch. Als im Jahr 1889 erstmals das Reisestipendium der Paul-Schultze-Stiftung in Höhe von 3000 Mark vergeben wurde, gewann Lund den 1. Preis. Lund reiste mit Wilhelm Haverkamp über Paris nach Rom, wo er im Dezember 1889 eintraf. Beide wurden Mitglieder des Deutschen Künstlervereins und teilten sich ein Atelier auf dem Gelände der Villa Strohl-Fern. In Rom entstand die nackte weibliche Figur Quelle.
Nach Berlin zurückgekehrt, beteiligte er sich seit 1891 an den Großen Berliner Kunstausstellungen. 1893 erhielt er auf der Ausstellung im Münchner Glaspalast die zweite Goldmedaille. Seinen größten Erfolg hatte er mit der Gruppe „Singende Kinder“, die er auf Ausstellungen in Berlin, München, Kiel und Flensburg präsentierte und in Bronze aber auch in bemaltem Gipsstuck verkaufte. Auf seinen Antrag hin wurde das 1897 auf der Großen Berliner Kunstausstellung gezeigte Gipsmodell Klagende Psyche von der Berliner Nationalgalerie als Marmorausführung bestellt. Der Direktor der Nationalgalerie, Max Jordan, beschrieb die Figur, welche die Schulung der klassischen Antike mit französischer Salonkunst verbindet: „In halb liegender Stellung, völlig nackt, den Kopf klagend aufwärts gerichtet, die rechte Hand aufgestützt, die Linke an das Herz gereist.“ 1907 entstand im Auftrag der Kaiserin Auguste Viktoria für die St. Jürgen-Kirche in Flensburg ein Altarkreuz, das zu Lunds „größten Zufriedenheit“ in der WMF mit Feinsilber-Niederschlag hergestellt wurde.
Lund, der seit 1899 Mitglied der Schleswig-Holsteinischen Kunstgenossenschaft war, zog sich um 1920 auf den elterlichen Hof in Großsoltbrück zurück und schuf den Grabmalschmuck für die Familiengrab auf dem Friedhof von Großsolt. Sein Erbe vermachte er der Kieler Universität für Studenten, die aus seiner Heimatregion Angeln stammten.
Der väterliche Hof wurde jedoch aufgrund des Gesetzes zur Landbeschaffung für Zwecke der Wehrmacht zwangsenteignet.

## Werke
- Quelle, 1890
- Singende Kinder, um 1893
- Liegender weiblicher Akt, 1897
- Klagende Psyche, 1900, Marmor. Nationalgalerie Berlin
- Sokrates, sitzend und gestikulierend, um 1906
- Bronzerelief Walther Flemming, Kieler Professor und Direktor des Anatomischen Instituts, um 1907
- Phryne, um 1913